# Sanç II de Pamplona
Sanç II de Pamplona i I d'Aragó, anomenat també Sanç Garcés II de Pamplona i I d'Aragó o Sanç Abarca (? - 994) va ser rei de Pamplona i comte d'Aragó entre 970 i 994. S'atribueix a aquest rei el títol de rei de Navarra, quan el 987 al Monestir de San Juan de la Peña es titula: reinando Yo, D. Sancho, rey de Navarra, en Aragón, en Nájera y hasta Montes de Oca....
Fill de Garcia III de Pamplona i de la comtessa Andregot d'Aragó. Va governar el comtat d'Aragó en vida dels seus pares i, posteriorment, va heretar-lo juntament amb Pamplona, mentre que el seu germanastre Ramir va rebre el territori de Viguera sota el títol de rei, sempre reconeixent l'autoritat superior de Sanç II.
En una època d'hegemonia del califat de Còrdova. Sanç va enviar diverses ambaixades de pau i amistad, el 971 i el 973, al califa al-Hàkam II. Es mantenen uns anys de pau, però es trencaren quan navarresos, castellans i lleonesos s'alien contra el sarraí Gālib, que els derrotà a San Esteban Gormaz el 975. Al morir al-Hàkam II el 976 i en succeir-lo el seu fill Hixem II, tutelat per Almansor, els regnes cristians van veure perillar la seva estabilitat. Les tropes d'Almansor van vèncer els cristians a la batalla de Torrevicente, al sud de Sòria. Almansor desfeu una coalició cristiana semblant el 981 a Rueda, prop de Tordesillas. Llavors Sanç II va voler cercar la pau, i va donar en matrimoni a la seva filla Abda al cabdill musulmà.
A nivell intern va fer construir el monestirs de San Andrés de Cirueña (972) i San Millán de Suso.

## Descendència
Sanç II va contraure matrimoni amb la seva cosina Urraca de Castella, filla de Ferran González. D'aquest matrimoni van néixer:
- Garcia IV de Pamplona (935-994)
- Ramir de Pamplona (?-992)
- Gonçal de Pamplona (?-997)

Tingué una filla il·legítima:
- Urraca de Navarra la Bascona, casada amb el cabdill musulmà Almansor i que, abans d'entrar en un convent, li va donar un fill conegut com a Abd-ar-Rahman Sanxuelo.[4]